# Vincent Dumestre
Pour les articles homonymes, voir Dumestre.
Vincent Dumestre, né le 5 mai 1968, est un luthiste, guitariste et chef d'orchestre français.

## Biographie
Vincent Dumestre étudie la guitare classique à l'École normale de musique de Paris et l'histoire de l'art à l'École du Louvre. Il se consacre ensuite à la musique pour théorbe, guitare baroque et luth. Il étudie lors de stages avec Hopkinson Smith, Eugène Ferré, au conservatoire de Toulouse et conservatoire de Boulogne-Billancourt dans la classe de basse continue. Il obtient son diplôme supérieur à l'unanimité.
Depuis il joue avec dans de nombreux ensembles tels que le Ricercar Consort, La Simphonie du Marais, Le Concert des nations, La Grande Écurie et la Chambre du Roy, Akadêmia et il collabore avec le Centre de musique baroque de Versailles.
En 1998, il fonde Le Poème harmonique. L'ensemble est salué par la critique dès le début, et Vincent Dumestre est élu « Jeune talent de l'année 1999 » par la revue Diapason. Ses enregistrements pour le label Alpha reçoivent de nombreuses récompenses (Diapason d'or de l'année, Choc du Monde de la musique de l'année, recommandé par Classica...).
En 2004, le ministre de la Culture nomme Vincent Dumestre chevalier des Arts et des Lettres.
En 2005, il reçoit le grand prix du disque et du DVD de l'Académie Charles-Cros, catégorie musique baroque, pour son Bourgeois Gentilhomme mis en scène par Benjamin Lazar.

## Discographie
- Robert de Visée, Théophile de Viau : La Conversation, Le Poème harmonique, avec la collaboration d'Eugène Green, Alpha, 1998
- Le Musiche di Bellerofonte Castaldi , Le Poème harmonique, Alpha, 1998
- Domenico Belli : Il nuovo stile, Le Poème harmonique, Alpha, 1999
- Etienne Moulinié :  L'Humaine Comédie , Le Poème harmonique, Alpha, 1999
- Giovanni Battista Pergolesi : Stabat Mater, Le Poème harmonique, Alpha, 2000
- Emilio de' Cavalieri : Lamentations, Le Poème harmonique, Alpha, 2001
- Il Fasolo ?, Le Poème Harmonique, Alpha, 2001
- Michel-Richard De Lalande : Leçons de Ténèbres et Oraisons Funèbres, Le Poème harmonique, Alpha, 2002
- Daniel Brel : Quatre Chemins de mélancolie / Sous l'écorce / Parade / Soleil Froid / Eternelle jeunesse..., Le Poème harmonique, Alpha, 2003
- Antoine Boësset : Je meurs sans mourir : Airs de cour et musiques de ballets sous Louis XIII, Le Poème harmonique, Alpha, 2003
- Alessandro Coppini, Claudio Monteverdi et Vincenzo Ruffo : Nova Metamorfosi, Le Poème harmonique, Alpha, 2003
- Plaisir d'amour :  Chansons et romances de la France d'autrefois, Le Poème harmonique, Alpha, 2004
- Charles Tessier : Carnets de Voyages, Le Poème harmonique, Alpha, 2005
- Love is strange, Le Poème harmonique, Alpha, 2005
- Le Bourgeois gentilhomme de Molière et Lully, Le Poème harmonique, Alpha, 2005
- Moulinié / Guédron / Boesset : Si tu veux apprendre les pas à danser, Le Poème harmonique, Alpha, 2007
- Pierre Guédron : Le Concert des Consorts, Le Poème harmonique, Alpha, 2007
- Cadmus & Hermione de Lully, Le Poème harmonique, Alpha, 2008
- Firenze 1616 : Carlo Sarcini, Giulio Caccini,Cristofano Malvezzi, Giulio Caccini, Domenico Belli, Le Poème harmonique, Alpha, 2008
- Claudio Monteverdi et Marco Marazzoli : Combattimenti !, Le Poème harmonique, Alpha, 2009
- Luis de Briceño : El Fenix de Paris, Le Poème harmonique, Alpha, 2011
- Ostinato : Les plus belles pages du Poème harmonique, Le Poème harmonique, Alpha, 2012
- Marc-Antoine Charpentier, Te Deum H.146, Jean-Baptiste Lully, Te Deum, Le Poème harmonique & Capella Cracoviensis, dir. Vincent Dumestre. CD Alpha, 2013
- Michel-Richard de Lalande, "Majesté". Grands Motets pour le Roi-Soleil : Deitatis Majestatem, Ecce Nunc Benedicite et Te Deum , Ensemble Aedes (Mathieu Romano) et Le Poème harmonique. CD Alpha, 2018
- Anamorfosi. Allegri / Monteverdi, Le Poème harmonique, Alpha, 2019
- Le Poème harmonique, coffret de 20 CD à l'occasion du vingtième anniversaire de l'ensemble, Alpha, 2019
- Lully : Phaéton, Chœur et orchestre musicÆterna, Le Poème harmonique, mise en scène de Benjamin Lazar, avec Eva Zaïcik, Lisandro Abadie, Mathias Vidal, Cyril Auvity, Elizaveta Sveshnikova, Victoire Bunel, Château de Versailles Spectacles, 2019 (CD + DVD)
- Jean-Baptiste Lully, Cadmus & Hermione, Le Poème Harmonique et l'Ensemble Aedes, Château de Versailles Spectacles, 2021. Récompensé d'un Diamant d'Opéra et CHOC Classica de l'année 2021
- Michel-Richard de Lalande, Les Soupers du Roi, Le Poème harmonique, Château de Versailles Spectacles, 2021
- Francesco Cavalli, L'Egisto, Le Poème harmonique, 2023 (enregistré au Château de Versailles en mars 2021)

## Théâtre
- 2005 : Le Bourgeois gentilhomme à l'Opéra royal du château de Versailles avec Benjamin Lazar
- 2008 : Cadmus et Hermione de Jean-Baptiste Lully avec Benjamin Lazar
- 2012 : Egisto de Francesco Cavalli à l'Opéra-Comique